# Calocaris barnardi
Calocaris barnardi är en kräftdjursart som beskrevs av Stebbing 1914. Calocaris barnardi ingår i släktet Calocaris och familjen Calocarididae. Inga underarter finns listade i Catalogue of Life.